# Jesús Hernández (Radsportler)
Jesús Hernández Blazquez (* 28. September 1981 in Ávila) ist ein ehemaliger spanischer Radrennfahrer und späterer Sportlicher Leiter eines Radsportteams.

## Karriere
Jesús Hernández begann seine Karriere 2004 bei dem spanischen Radsportteam Liberty Seguros. Bei der Vuelta a España 2009 belegte er den neunzehnten Gesamtrang. Zwar konnte Hernández in den Folgejahren nicht mehr an diese Platzierung anknüpfen, wurde aber von seinen jeweiligen Mannschaften häufig als Helfer bei den „Grand Tours“ eingesetzt. Im Team Saxo-Tinkoff unterstützte er ab der Saison 2011 unter anderem Alberto Contador bei seinen später wegen Doping aberkannten Siegen bei der Tour de France 2010 und Giro d’Italia 2011 sowie bei dem Gewinn der Vuelta a España 2012 und 2014. Eigene zählbare Erfolge blieben ihm verwehrt.
Zur Saison 2017 folgte Hernández Alberto Contador zum Team Trek-Segafredo und begleitete ihn bei dessen Vuelta a España. Nach dem Karriereende von Contador beendete auch Hernández nach der Saison 2017 seine Laufbahn als Radrennfahrer.
Nach seinem Karriereende wurde Hernández 2018 Mitglied im Eolo-Kometa Cycling Team und ist in der Sportlichen Leitung tätig.

## Grand-Tour-Platzierungen
| Grand Tour            | 2006 | 2007 | 2008 | 2009 | 2010 | 2011 | 2012 | 2013 | 2014 | 2015 | 2016 | 2017 |
| --------------------- | ---- | ---- | ---- | ---- | ---- | ---- | ---- | ---- | ---- | ---- | ---- | ---- |
| Giro d’ItaliaGiro     | –    | –    | –    | –    | –    | 28   | –    | –    | –    | –    | 59   | 49   |
| Tour de FranceTour    | –    | –    | –    | –    | 140  | 92   | –    | 43   | DNF  | –    | –    | –    |
| Vuelta a EspañaVuelta | DNF  | DNF  | –    | 19   | –    | –    | 43   | –    | 21   | –    | 43   | 64   |